# Wiktor Syniewski
Wiktor Syniewski (ur. 5 listopada 1865 w Czerniowcach, zm. 19 lutego 1927 we Lwowie) – chemik, profesor Politechniki Lwowskiej.

## Życiorys
Ukończył gimnazjum w Czerniowcach. Tam też przez dwa semestry był słuchaczem wykładów na wydziale filozoficznym. W latach 1885–1890 studiował chemię w lwowskiej Szkole Politechnicznej. Podczas studiów działał w Bratniaku, w 1888 był pomysłodawcą budowy pierwszego w Galicji samopomocowego domu studenckiego we Lwowie zrealizowanego w roku 1895. Po Szkole Politechnicznej z przyczyn materialnych zrezygnował początkowo z pracy naukowej i w 1892 został urzędnikiem technicznej kontroli gorzelni w Żółkwi. W 1894 wrócił do Szkoły Politechnicznej jako asystent u Bronisława Pawlewskiego w Katedrze Technologii Chemicznej. Odbył staże naukowe w laboratorium bakteriologicznym u prof. Hansena w Kopenhadze i w Instytucie Pasteura w Paryżu. Zajmując się technologią fermentacyjną, bakteriologią i chemią organiczną. Był autorem pierwszego polskiego podręcznika Mykologia fermentacyjna wydanego we Lwowie w 1900. Habilitowany 27 czerwca 1901 w zakresie technologii chemicznej i mykologii technicznej, wykładał encyklopedię chemii technicznej. W 1904 objął jako profesor nadzwyczajny nowo utworzoną Katedrę Technologii Chemicznej i Mykologii Technicznej. Specjalizował się w badaniach skrobi i enzymów. 21 stycznia 1907 otrzymał tytuł profesora zwyczajnego. W latach 1905–1907 pełnił funkcję dziekana Wydziału Chemii Technicznej, a w latach 1907–1908 rektora Szkoły Politechnicznej. Jako rektor był w 1907 posłem wirylistą na Sejm Krajowy Galicji. Był członkiem galicyjskiej Krajowej Rady Górniczej od 1907 oraz zaprzysiężonym rzeczoznawcą sądowym ds. gorzelnictwa. W latach 1908–1909 prorektorem Szkoły Politechnicznej, a następnie w latach 1909–1910 prodziekanem Wydziału Chemii Technicznej.
W latach 1894–1902 redagował „Gorzelnika”, a od 1908 do 1913 wydawał we Lwowie czasopismo fachowe pt. „Gorzelnictwo”, w którym zamieścił 20 rozpraw własnych, opartych na doświadczeniach laboratoryjnych. Był długoletnim członkiem Polskiego Towarzystwa Politechnicznego we Lwowie, zasiadał przez kilkanaście lat w Wydziale głównym, przez 4 lata (1896–1899) pełnił funkcję administratora, a przez 4 lata (1907–1910) był odpowiedzialnym redaktorem „Czasopisma Technicznego”.
Po odzyskaniu przez Polskę niepodległości był ponownie dziekanem Wydziału Chemii Technicznej (1919–1920); funkcję tę pełnił także po przekształceniu jednostki w Wydział Chemiczny (1920–1922). W 1921 został członkiem komisji organizacyjnej, tworzącej nowy Wydział Ogólny Politechniki Lwowskiej. Kilka tygodni przed śmiercią otrzymał Krzyż Komandorski Orderu Odrodzenia Polski. Zmarł we Lwowie, został pochowany na Cmentarzu Łyczakowskim.

## Ordery i odznaczenia
- Krzyż Komandorski Orderu Odrodzenia Polski (9 listopada 1926)[1]